# Pycnoschema desfontainei
Pycnoschema desfontainei är en skalbaggsart som beskrevs av Silvestre 2000. Pycnoschema desfontainei ingår i släktet Pycnoschema och familjen Dynastidae. Utöver nominatformen finns också underarten P. d. ivoriense.